# Франчук Петро
Петро Франчук (*25 червня 1901 — †22 червня 1977) — старшина Армії УНР, підпоручник у еміграції.

## Біографія
Народився у Києві. У 1919–1921 рр. — старшина Кінного полку Чорних Запорожців.
Учасник Першого Зимового походу, лицар Залізного хреста за Зимовий похід і бої.
Кавалер Хреста Симона Петюри, Воєнного хреста.
Під час Другої світової війни служив у 14-й дивізії зброї СС «Галичина».
У повоєнні роки мешкав у м. Нотінгем (Англія), де й помер.